# Aviación Española
Aviación Española – stacja metra w Madrycie, na linii 10. Znajduje się w dzielnicy Latina, w Madrycie i zlokalizowana jest pomiędzy stacjami Colonia Jardín i Cuatro Vientos. Została otwarta 22 grudnia 2006 roku.